# Megalomus fidelis
Megalomus fidelis is een insect uit de familie van de bruine gaasvliegen (Hemerobiidae), die tot de orde netvleugeligen (Neuroptera) behoort. 
Megalomus fidelis is voor het eerst wetenschappelijk beschreven door Banks in 1897.